# Bolitoglossa medemi
Bolitoglossa medemi é uma espécie de anfíbio caudado pertencente à família Plethodontidae, sub-família Plethodontinae.